# Station Rybno Pomorskie
Station Rybno Pomorskie is een spoorwegstation in de Poolse plaats Rybno.